# Fruchtspeicher Fellheim

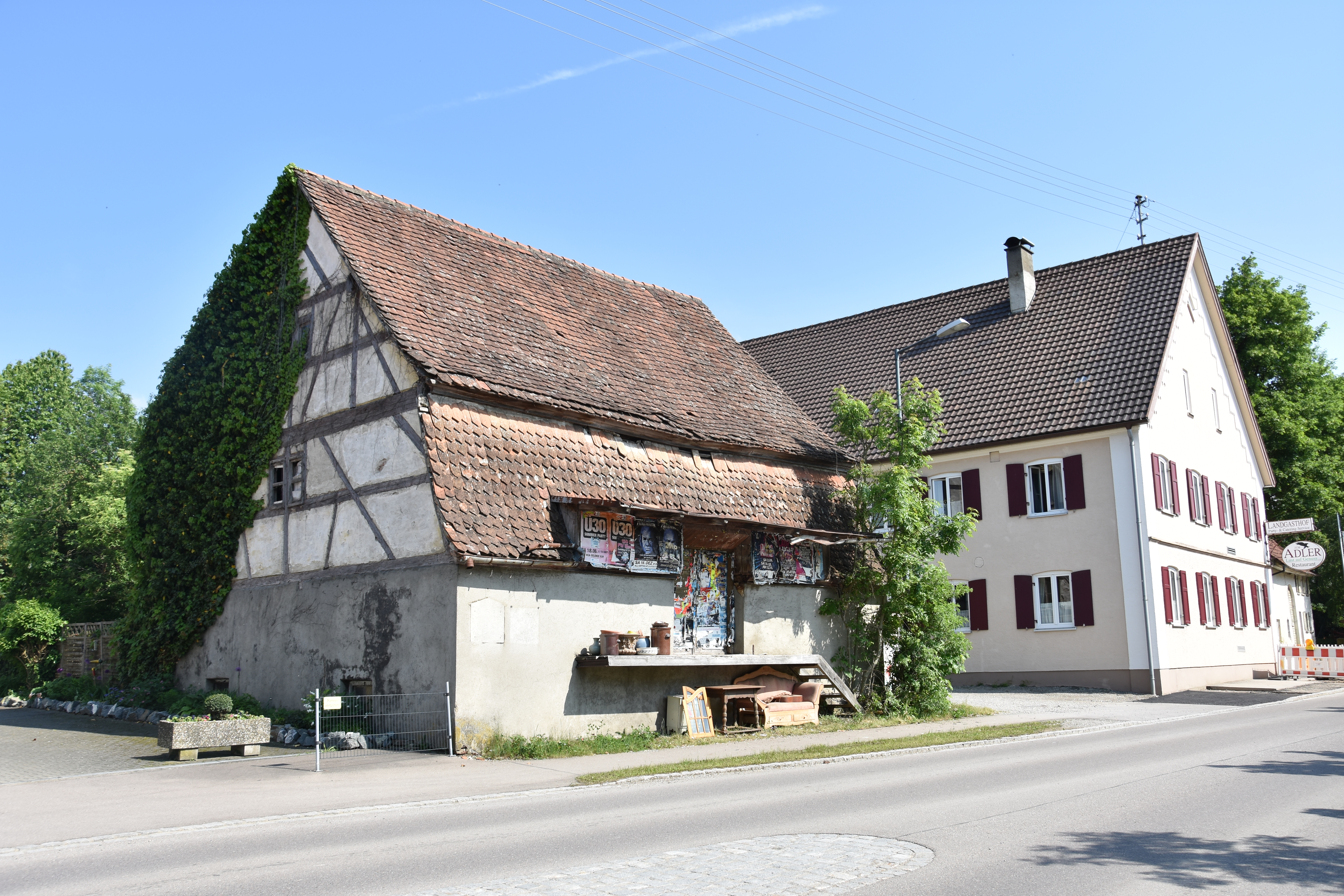
Fruchtspeicher Fellheim: Historischer Stadel zur Lagerung von Feldfrüchten mit Eiskeller, Bauzeit um 1780

Der Fruchtspeicher Fellheim ist Teil des barocken Bauensembles im historischen Ortskern der Unterallgäuer Gemeinde Fellheim a.d. Iller. Er diente zur Lagerung von Feldfrüchten und als Eiskeller der benachbarten, dem Schloss Fellheim zugehörigen Gastwirtschaft.
Das Gebäude von 1778 steht unter Denkmalschutz. Es ist als ortsbildprägend eingestuft und charakterisiert die Ortsmitte entlang der Memminger Straße in Sichtweite des Schlosses. Der ehemalige Stadel zeichnet sich durch giebelseitiges Fachwerk und ein dominierendes Mansarddach aus. Die wertvolle Dachstuhlkonstruktion besteht aus einem so genannten liegenden Stuhl mit ursprünglich drei Ebenen zur Lagerung.
1920 wurde der Stadel aus der Ökonomie des Gasthofs als Erbteil abgetrennt und ging in Privatbesitz über. Nach Besitzerwechsel 2018 wurde die Sanierung des historischen Gebäudes für eine denkmalgerechte, moderne Nutzung vorbereitet.